# État de droit environnemental
 (mars 2024).
 (juin 2023).
État de droit environnemental est un concept abstrait et une étude juridique de l'environnement. C'est un concept fictif, presque utopique, qui suggère un ordre juridique qui, avec ses politiques sociales, économiques et juridiques, permet une situation de durabilité, tout en recherchant l'harmonie entre l'exploitation des ressources naturelles, le respect de la dignité des personnes et la préservation de l'environnement. Chaque pays à au-moins une loi environnementale pour améliorer l'environnement et prévenir le changement climatique. La plupart des pays l'ont maintenant fait et, à degrés divers, tous les pays ont habilité des départements environnementaux au sein de leur gouvernement. Et dans de nombreux cas, ces lois et institutions ont contribué à ralentir ou à inverser la dégradation de l'environnement. Cependant, ces progrès d'accompagnement d'une reconnaissance qu'un écart important de mis en œuvre s'est creusé dans les pays développés comme dans les pays en développement- entre les exigences des lois environnementales sous forme imprimée et leur mis en œuvre et leur application. La gestion légale de l'environnement (c'est-à-dire que ces lois sont comprises, respectées et lorsque les personnes bénéficient des avantages de la protection de l'environnement) est essentiellement pour combler le fossé entre la mise en œuvre des lois sur papier et leur mis en œuvre.
Atteindre « une gestion légale de l'environnement » implique de placer plus de conscience environnementale à travers la planète, avec une société plus impliquée et plus de contribution de l'État, des entreprises et des communautés. Bien que notre législation environnementale soit considérée par certains comme assez avancée, elle présente des nombreuses lacunes. Dans les enseignements du professeur Boavantoura de Sousa Santos, la gestion juridique de l'environnement est, en fait , une utopie démocratique car la transformation a laquelle elle vise suppose que  la réalité sera recréer et l'exercice de la citoyenneté individuellement et collectivement radicalement, y compris une nouvelle charte des droits de l'homme dans le contexte du monde naturel